# Shorea resinosa
Shorea resinosa är en tvåhjärtbladig växtart som beskrevs av Foxworthy. Shorea resinosa ingår i släktet Shorea och familjen Dipterocarpaceae. Inga underarter finns listade i Catalogue of Life.